# Santuario di Santa Caterina (Siena)
Il santuario di Santa Caterina si trova a Siena sulla Costa di Sant'Antonio. Il santuario incorpora l'antica dimora dei Benincasa, casa natale di santa Caterina e si articola in vari portici, loggiati, chiese e oratori.

## Storia
La zona popolarmente nota come Fontebranda. che prende il nome dalla monumentale fonte omonima, ricca di acque, era abitata da numerosi lavoratori della lana, che qui avevano le loro botteghe, i laboratori e le tintorie. Tra gli appartenenti all'Arte della Lana vi era anche il padre della futura santa Caterina, il tintore Jacopo Benincasa. Il comune senese acquistò l'abitazione della santa (che apparteneva all'Arte della Lana) e altri edifici annessi per costruire un santuario subito dopo la canonizzazione di Caterina, nel 1461. Nel 1464 avviarono le trasformazioni.

## I portici e i loggiati
La casa della santa affaccia ancora oggi sul vicolo del Tiratoio, ed è riconoscibile per il portale rinascimentale in pietra con l'iscrizione "Sponsae Kristi Catherine Domus" e per la loggetta soprastante, con colonnine in cotto.
Al complesso si accede dal neorinascimentale portico dei Comuni d'Italia, voluto dall'arcivescovo di Siena Mario Toccabelli per festeggiare la proclamazione di santa Caterina a Patrona d'Italia da parte di papa Pio XII nel 1939, proclamazione chiesta a gran voce dall'arcivescovo stesso (l'evento è ricordato da una targa). Il portico fu iniziato nel 1941, anno in cui ogni comune d'Italia contribuì alle spese della sua costruzione con una cifra simbolica equivalente al costo di un mattone. Da questo fatto curioso deriva il nome del portico. I lavori furono subito interrotti a causa della guerra, e furono terminati solo nel 1947. Il portico riporta anche i busti dei vari papi che riconobbero la santità e l'importanza di santa Caterina nella storia della chiesa. Questi includono Pio II, che la proclamò santa nel 1461, papa Pio XII, che la proclamò patrona d'Italia, Paolo VI, che la nominò Dottore della Chiesa nel 1970, e Giovanni Paolo II, che la proclamò patrona d'Europa nel 1999. Il portico include anche un pozzo rinascimentale, progettato forse da Baldassarre Peruzzi nella prima metà del Cinquecento.
Si accede quindi ad altri due loggiati, di cui il primo, più antico, fu eretto nel 1530-1550 da Giovan Battista Pelori, allievo del più famoso Baldassarre Peruzzi. Il secondo loggiato è moderno e reca una statua in stucco di grosse dimensioni, raffigurante Santa Caterina e progettata come modello della statua che si trova sulla fortezza.

## La chiesa del Crocifisso

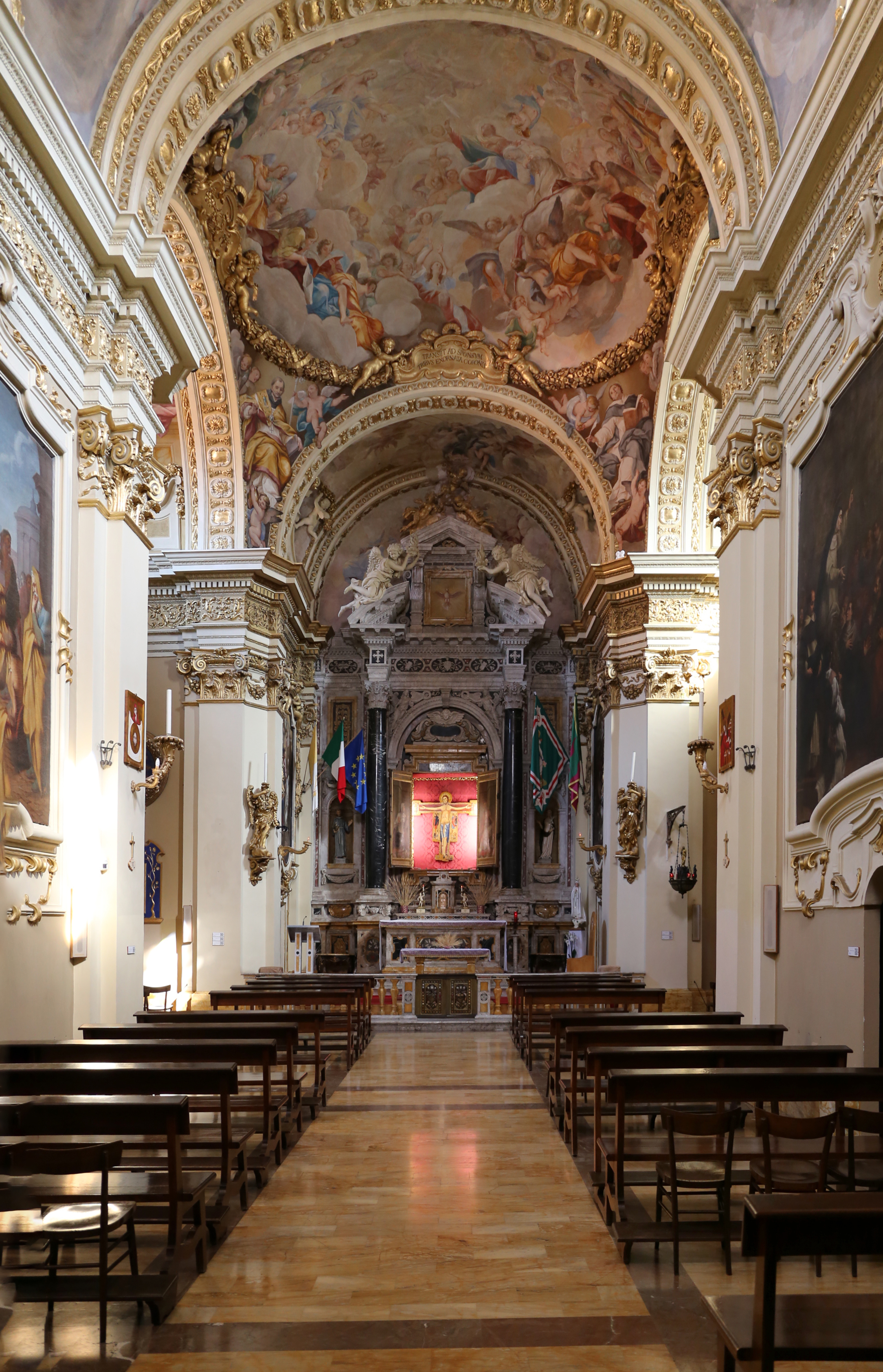
L'interno della chiesa del Crocifisso

Accessibile dal terzo portico, la chiesa del Crocifisso fu costruita tra il 1614 e il 1623, sul terreno che secondo la tradizione ospitava l'orto della famiglia Benincasa. Scopo della sua costruzione era quello di ospitare il "Crocifisso" miracoloso dal quale Caterina ricevette le stimmate nel 1375. Il crocifisso, di scuola pisana e risalente alla seconda metà del XII secolo, proviene dalla chiesa di Santa Cristina a Pisa, teatro dell'evento miracoloso. Fino al 1623, anno di consacrazione della chiesa, il crocifisso si trovava nel sottostante oratorio della Camera ed è ora collocato nell'altare maggiore entro una cornice dorata e fiancheggiato da sportelli cinquecenteschi dipinti da Bartolomeo Neroni, con le figure di Santa Caterina e San Girolamo. L'altare di marmo è invece del fiorentino Tommaso Redi e risale al 1649.
La chiesa contiene varie tele seicentesche, dipinte da vari autori e raffiguranti scene della vita di santa Caterina. Nella navata destra si trovano in alto Ritorno del papa a Roma di Niccolò Franchini (1769) e Santa Caterina che esorta il papa a tornare in Italia di Alessandro Calvi detto il Mutolo (1768); in quella sinistra elemosina di santa Caterina di Libero Guerrini (1777) e Santa Caterina assalita dai soldati di Galgano perpignani (1765).
Agli altari del presbiterio l'Apoteosi di santa Caterina di Rutilio Manetti (altare a sinistra) e Santa Caterina e Gregorio XI di Sebastiano Conca (altare di destra). Vicino a quest'ultimo anche la tela di Rutilio Manetti con la Stigmatizzazione di santa Caterina. All'altare maggiore, oltre al citato Crocifisso pisano, l'Estasi di santa Caterina e Santa Caterina scrive ispirata da san Giovanni Evangelista e san Tommaso d'Aquino di Giuseppe Nicola Nasini (1701-1703).
Mirabile è la volta affrescata nel 1701-1703 per lo più da Giuseppe Nicola Nasini con la Glorificazione di santa Caterina (cupola), Stigmatizzazione (altar maggiore), Salita al cielo (presbiterio) e Assunzione in paradiso (navata).
Nella chiesa è conservata anche una lampada votiva in bronzo voluta dalle madri dei soldati caduti nella seconda guerra mondiale. L'olio per alimentare la fiamma della lampada viene offerto ogni anno, in occasione di precise ricorrenze, da un Comune italiano o da un'associazione.

## L'oratorio della cucina

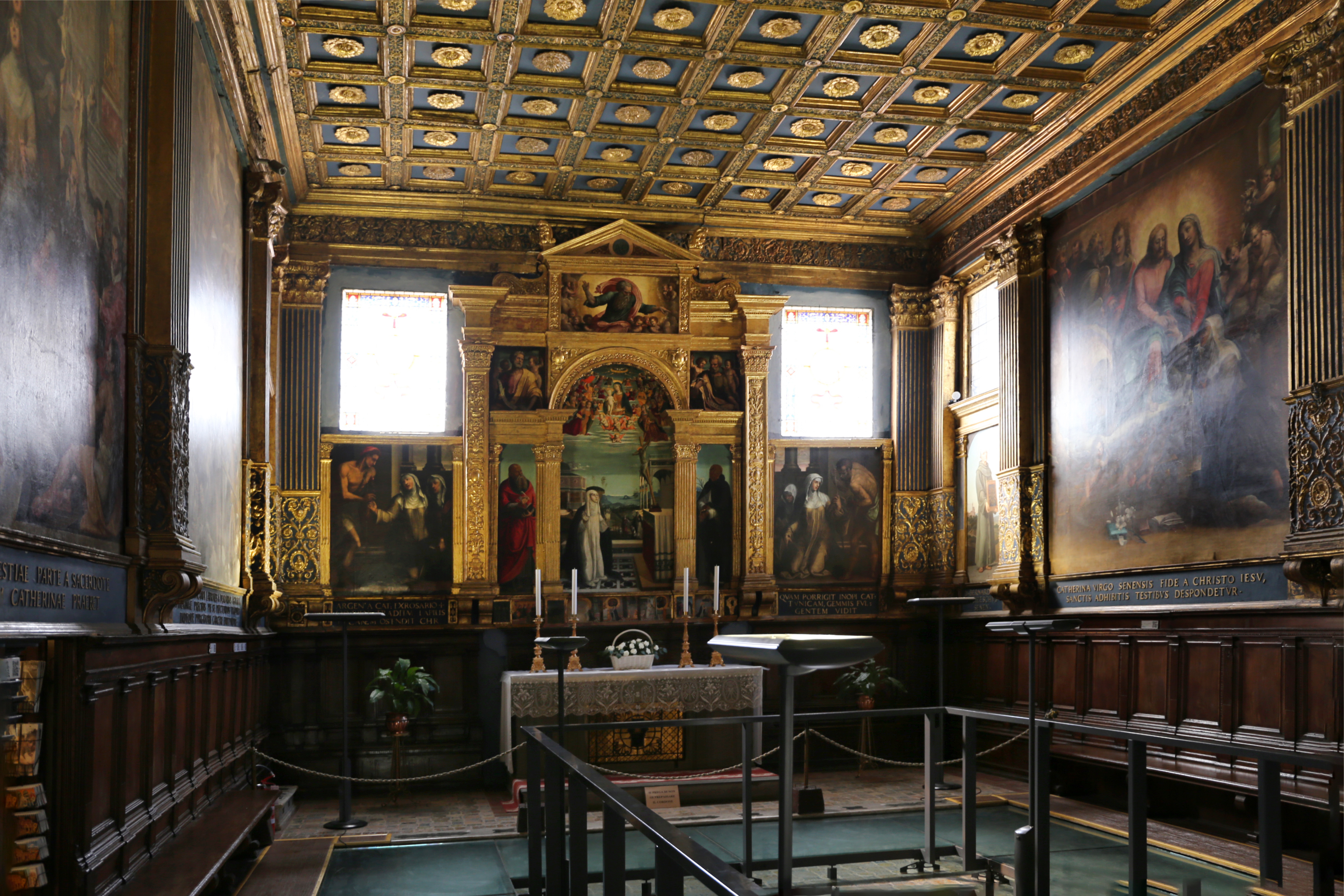
L'oratorio della Cucina o Superiore

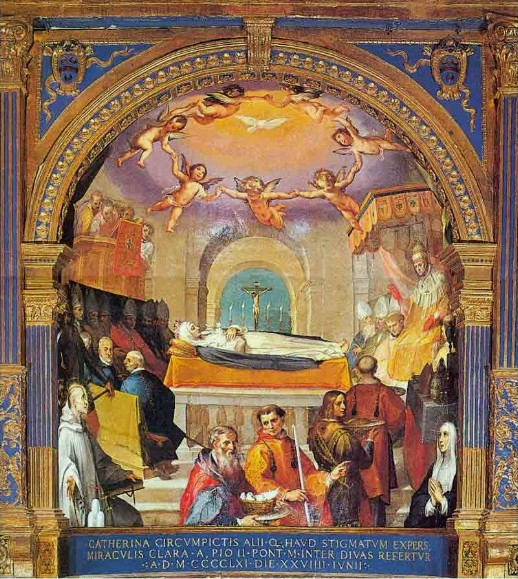
Oratorio della Cucina, affresco di Francesco Vanni con la canonizzazione della santa

Di fronte alla chiesa del Crocifisso si trova l'oratorio Superiore o "della Cucina". Questo locale era in origine la cucina della famiglia Benincasa (famiglia della santa) e contiene ancora oggi, sotto l'altare, i resti del focolare, sui cui tizzoni ardenti Caterina cadde in estasi rimanendo illesa. La cucina fu trasformata in Sala di riunioni dalla Confraternita della Santa nel 1482-1483. Nel 1550-1555 fu ampliato inglobando altri locali adiacenti e fu quindi terminato nel 1661. Entro la fine del 1500 l'oratorio fu dotato del pavimento maiolicato (rifatto nel 1600 da Girolamo di Marco), del soffitto a cassettoni con rosono dorati (restaurati nel 1594) e del coro ligneo.
La pala d'altare fu realizzata da Bernardino Fungai nel 1495-1497 e raffigura la Stimmate di santa Caterina tra i santi Girolamo e Domenico e Santa Caterina in gloria tra santi, oltre alla predella con Storie della vita della santa. Nel 1567-1571 la pala d'altare fu adornata da Bartolomeo Neroni, detto il Riccio, del Padre e dei Due profeti che si trovano sopra e delle due scene laterali raffiguranti Santa caterina che dona l'abito a Gesù in veste di pellegrino e Gesù restituisce alla santa la crocetta che aveva ricevuto da lei in veste di pellegrino.
Le pareti laterali e la parete di fondo riportano tele di vari artisti, realizzate per lo più tra il 1578 e il 1635 con Scene della vita della santa. Sulla parete di sinistra, a partire dall'entrata si trovano:
- Beato Giovanni Colombini di Alessandro Casolani (1582)
- Santa Caterina libera un'ossessa di Pietro Sorri (1587)
- Santa Caterina riceve la comunione in modo miracoloso di Antonio Circignani dipinta tra 1582 e 1583 a Roma, già aggiornata, come l'altra del pittore, sul michelangiolismo romano.[2]
- Santa Caterina prega per due condannati a morte di Lattanzio Bonastri (1580)
- Beato Ambrogio Sansedoni di Gaetano Marinelli (1872).

Sulla parete di destra, sempre a partire dall'entrata si trovano:
- Beato Andrea Gallerani di Alessandro Casolani (1582)
- Consegna delle chiavi di Castel Sant'Angelo a Papa Urbano VI di Alessandro Casolani (1582)
- Santa Caterina persuade Gregorio XI a tornare da Avignone a Roma di Antonio Circignani anch'essa dipinta nell'Urbe tra 1582 e 1583.[2]
- Nozze mistiche di santa Caterina con Gesù alla presenza della Madonna, re Davide, san Paolo, san Giovanni Evangelista e san Domenico di Arcangelo Salimbeni (1578)
- San Berardino da Siena di Pietro Aldi (1872).

Infine, sulla parete di fondo si hanno, da sinistra a destra:
- Santa Caterina sceglie la corona di spine al posto di quella gemmata di Pietro Sorri (1606)
- Santa Caterina prega ispirata dallo Spirito Santo in forma di colomba di Rutilio Manetti (1635)
- Canonizzazione di santa Caterina di Francesco Vanni (1600)
- Santa Caterina scambia il cuore con Gesù di Francesco Vanni (1585)
- Santa Caterina prega di fronte al crocifisso di Rutilio Manetti (1635)

## Oratorio della Camera

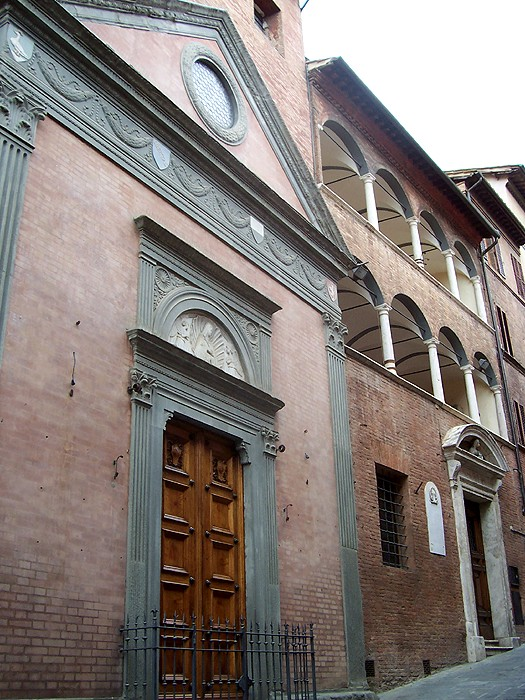
Facciata dell'oratorio della Tintoria sulla via Santa Caterina

Scendendo le scale dallo stesso loggiato si accede ad un altro oratorio con tele ottocentesche di Alessandro Franchi e Gaetano Marinelli, descriventi ancora scene della vita della santa. Dall'entrata in senso orario le tele raffigurano i seguenti soggetti:
- Nozze mistiche di santa Caterina con Gesù bambino
- Madonna che dona suo figlio Gesù alla santa
- La Madre di santa Caterina vede la figlia salire le scale sospesa
- Taglio dei capelli di santa Caterina
- Il Padre della santa vede la figlia con una colomba bianchissima in testa
- Dono di una veste a Gesù in veste di pellegrino
- Gesù Cristo offre alla santa due corone, una di spine e una di gemme

L'oratorio contiene anche una tela antica sull'altare, le Stimmate di santa Caterina di Girolamo di Benvenuto (inizio XVI secolo).
Dall'interno dell'oratorio si può osservare il cubicolo in cui riposava Caterina. Qui si conservano varie reliquie ed è visibile sul pavimento la sporgenza in pietra usata dalla santa come cuscino per dormire in terra. Dentro un armadio sono conservati molti ex voto e i libri con i nomi dei componenti l'Associazione internazionale dei Caterinati.

## Oratorio di Santa Caterina in Fontebranda
Scendendo ancora le scale si raggiunge l'oratorio di Santa Caterina in Fontebranda, o "della Tintoria", un locale corrispondente al luogo in cui sorgeva la tintoria del padre di Caterina, trasformato in chiesa nel 1465-1474, oggi è l'oratorio della Nobil Contrada dell'Oca.